# Nokia 6233
Nokia 6233 este succesorul lui 6230i. Ca dotări oferă un ecran TFT de 2 inchi, difuzoare stereo, slot pentru card microSD și o cameră de 2 megapixeli.

## Design
Tastele de pe 6233 au lumină de fundal albastră. Ecranul este de tip TFT care este capabil să afișeze 320 x 240 pixeli și adâncimea culorii este de 24-biți. 
Pe partea dreaptă se află difuzorul stereo este situat între tastele de volum și portul de infraroșu, tasta dedicată camerei. Pe partea stângă este situată butonul Push-to-Talk și slot pentru card de memorie. Butonul de alimentare este pe partea de sus a dispozitivului  și pe partea de jos găzduiește conectorul Pop-Port și portul de încărcare.

## Multimedia
Ecranul telefonului este de 2 inchi cu rezoluția 320 x 240 pixeli. Camera foto este de 2 megapixeli cu rezoluția maximă de 1600 x 1200 pixeli și zoom-ul de 8x.
Player-ul video poate reda formatele 3GPP și MP4. Player-ur de muzică poate reda formatele MP3/AAC/M4A. 
Are radio FM stereo și aplicația Visual Radio.

## Conectivitate
Nokia 6233 are un port Infraroșu și Bluetooth. Este echipat cu PTT (Push-to-talk), 3G și cu Nokia Pop-Port.

## Caracteristici
- Ecran TFT de 2 inchi cu rezoluția de 240 x 320 pixeli
- Memorie internă 6 MB
- Camera de 2 megapixeli
- 3G, GPRS/EDGE/HSDPA/HSUPA
- Bluetooth 2.0 cu A2DP
- Pop-Port
- Port Infraroșu
- Slot card microSD
- Radio FM Stereo, Visual Radio